# Jacob Karel Willem Quarles van Ufford
Jacob Karel Willem Quarles van Ufford (* 22. Mai 1818 in Rijswijk; † 9. März 1902 in Den Haag) war ein niederländischer Jurist und Kolonialbeamter.
Quarles van Ufford hielt sich u. a. in Padang bzw. auf Java auf. Von 1857 bis 1871 übte er im Niederländischen Ministerium der Kolonien wichtige Funktionen aus. Er beeinflusste die Kolonialpolitik der Niederlande in Südostasien und hinterließ zahlreiche Berichte über Indien.